# 泉坊镇
泉坊镇，是中华人民共和国河北省保定市涞源县下辖的一个乡镇级行政单位。经河北省人民政府批准，由涞源镇和南屯镇原所辖部分区域于2021年10月划出成立。

## 行政区划
泉坊镇下辖以下地区： 

新城区社区、烟墩山社区、拒马源社区、联合关村、前泉坊村、后泉坊村、麻园村、西神山村、东神山村、石李湾村、冯村、曲村、甲村、王家湾村、北屯村、北台村、石门村、丰乐村、三甲村、二道河村和杜村。